# Hyalurga noguei
Hyalurga noguei là một loài bướm đêm thuộc phân họ Arctiinae, họ Erebidae.